# 허버트 스펜서 개서
허버트 스펜서 개서(영어: Herbert Spencer Gasser, 1888년 7월 5일 ~ 1963년 5월 11일)는 미국의 생화학자이다. 1944년에 축삭의 고도로 분화된 기능적 차이에 대한 연구로 조지프 얼랭어와 함께 노벨 생리학·의학상을 수상했다.

## 수상 경력
- 1944년 : 노벨 생리학·의학상

## 회원
- 1946년 : 왕립학회 외국인 회원 선출[1]